# Лесівка (Берестинський район)
Лесі́вка —  село в Україні, у Берестинському районі Харківської області. Населення становить 17 осіб. Орган місцевого самоврядування — Аполлонівська сільська рада.
Після ліквідації Сахновщинського району 19 липня 2020 року село увійшло до Красноградського (Берестинського) району.

## Географія
Село Лесівка знаходиться на правому березі річки Орілька, вище за течією на відстані 2 км розташоване село Староволодимирівка, нижче за течією на відстані 1 км розташоване село Червона Долина, на протилежному березі — село Олександрівка Перша (нежиле). Поруч проходить автомобільна дорога Р79.

## Історія
- 1890 - дата заснування.

## Населення

### Мова
Розподіл населення за рідною мовою за даними перепису 2001 року:
| Мова       | Кількість | Відсоток |
| ---------- | --------- | -------- |
| українська | 17        | 100%     |